# Neohylomys hainanensis
Neohylomys hainanensis is een zoogdier uit de familie van de egels (Erinaceidae). De wetenschappelijke naam van de soort werd voor het eerst geldig gepubliceerd door Shaw & Wong in 1959.

## Voorkomen
De soort komt voor in China.